# Deathloop
Deathloop é um jogo eletrônico de tiro em primeira pessoa desenvolvido pela Arkane Studios e publicado pela Bethesda Softworks. Foi lançado em 14 de setembro de 2021 para Microsoft Windows e PlayStation 5 e em 20 de setembro de 2022 para Xbox Series X e Series S.

## Jogabilidade
Em Deathloop, o jogador assume o papel de Colt, um assassino preso em um loop temporal que foi encarregado de eliminar oito alvos chamados Visionários através da ilha antes da meia-noite, já que deixar apenas um vivo fará com que o loop temporal seja reiniciado e desfaça O trabalho dele. Além disso, caso Colt morra antes de eliminar os oito alvos, ele vai acordar no início do loop. O jogador usa uma combinação de stealth, parkour, habilidades de ataque, armas, dispositivos e poderes como nos jogos anteriores da Arkane, Dishonored e Prey, para se mover pelo mundo do jogo. Eles devem evitar ou eliminar os guardas, aprender os padrões dos alvos de Colt e descobrir a ordem certa para eliminá-los usando armas, ataques corpo a corpo ou outros meios ambientais.
O loop temporal de Deathloop não é estritamente cronometrado e tem como objetivo dar aos jogadores mais tempo e liberdade para eliminar esses oito alvos em um loop. Cada dia é dividido em quatro períodos (Manhã, Meio-dia, Tarde e Noite), e mover-se entre os quatro distritos da ilha (Updaam, Karl's Bay, Fristad Rock e The Complex) faz com que o tempo avance. As rotinas das pessoas em um determinado distrito variam dependendo da hora do dia em que o jogador entra, e as ações do jogador em um distrito podem afetar as rotinas nos outros.
O jogo apresenta um aspecto multijogador em que o jogador pode alternativamente assumir o papel de Julianna, uma agente encarregada de proteger o loop temporal e eliminar Colt. Quando o jogador assume essa função, ele entra no jogo de um jogador aleatório e pode interferir em seu jogo. A parte multijogador é opcional e os jogadores podem evitar que outros assumam o papel de Julianna em seu jogo, deixando isso para um oponente controlado-por-computador para tentar parar Colt.

## Enredo
Colt Vahn acorda de ressaca em uma praia sem memórias sobre si e sobre o local em que está. Ele é guiado por estranhas  mensagens e encontros com versões alternativas de si mesmo que o instruem a quebrar o ciclo temporal em que está preso. Para que isto ocorra, ele precisa matar em um único dia os oito chamados Visionários que mantém o ciclo em funcionamento. Julianna Blake avisa os Visionários e seus seguidores, os Eternalistas, sobre o plano de Colt e faz com que ele seja caçado. Julianna provoca Colt a tentar quebrar o ciclo, porém trabalha ativamente para impedi-lo. Colt, diferentemente de todo os outros habitantes da ilha de Blackreef, consegue manter suas memórias anteriores de ciclo para ciclo, o que lhe permite melhor se planejar e preparar para seu objetivo. Ele descobre que Julianna também mantém suas memórias entre os ciclos.
Colt elabora um plano para matar sete dos Visionários, mas Julianna permanece evasiva, escolhendo permanecer no Estabilizador, a estrutura que mantém o ciclo temporal em funcionamento. O único modo de alcançar o Estabilizador é por meio de um avião foguete abandonado. Colt investiga antigos bunkers pela ilha e descobre que era um membro da Operação Horizonte, uma expedição militar a Blackreef de décadas antes, mas foi acidentalmente enviado para o futuro por um experimento que deu errado. Colt se juntou ao Programa AEON na esperança de encontrar um modo de voltar ao passado e se reunir com sua namorada Lila. Como consequência de ter sido enviado ao futuro ele descobre que Julianna é sua filha. Colt consegue matar todos os Visionários em um dia e usa o avião foguete para chegar ao Estabilizador, onde confronta Julianna. Esta conta Colt passou a duvidar do Programa AEON e começou a matá-la em cada ciclo para tentar libertá-la. Julianna passou a odiá-lo e a retaliar, culminando em ela caçando-o em todo ciclo. Julianna dá a Colt uma escolha: matá-la, quebrar o ciclo e sofrer um futuro incerto, ou poupá-la para que possa continuar a viver eternamente pelos ciclos.
- Caso Colt escolha matar Julianna e também si mesmo para quebrar o ciclo, ele acorda na mesma praia de antes, mas agora uma paisagem apocalíptica, com Julianna apontando uma arma para sua cabeça. Ela decide poupá-lo e vai embora, deixando-o para encarar o futuro incerto sozinho.[8]
- Caso Colt escolha matar Julianna mas não se matar, o ciclo recomeça normalmente.[8]
- Caso Colt escolha poupar Julianna, eles se reconciliam e decidem cooperar para caçarem os outros habitantes de Blackreef por diversão.[8]

## Desenvolvimento
Deathloop foi desenvolvido principalmente pela Arkane Studios em Lyon, França. O diretor do jogo, Dinga Bakaba, descreveu-o como um "Cluedo invertido", um quebra-cabeça de assassinato que o jogador precisa descobrir como resolver em uma corrida perfeita depois de falhar em muitas corridas anteriores. O jogo foi projetado para ajudar o jogador a aprender as peças necessárias para este quebra-cabeça a cada execução, mas eles precisavam de um elemento de imprevisibilidade para torná-lo um desafio. Enquanto a inteligência artificial (IA) atual em jogos eletrônicos pode levar a um comportamento verossímil, a IA tende a não ter ações surpreendentes. Isso levou a trazer um segundo jogador on-line para controlar Julianna e afetar aleatoriamente o jogo do jogador, algo que a Arkane havia explorado em seu título inédito The Crossing. Deathloop também pode ser jogado off-line.
Deathloop combina elementos tanto da série Dishonored quanto de Prey. Eles queriam ser capazes de dar ao jogador uma ampla gama de habilidades que eles pudessem selecionar para tentar completar o "loop perfeito", muitas das quais espelham poderes de Dishonored e Prey. Enquanto o jogo permite que o jogador use stealth e habilidades relacionadas como em Dishonored para se mover silenciosamente, Deathloop não permite quedas não letais de personagens não-jogáveis (NPCs), já que a Arkane reconheceu que a escolha de matar ou subjugar os inimigos pesou os jogadores em Dishonored. Essas habilidades de stealth ainda podem ser ligadas em conjunto com outras habilidades para fazer Colt lutar como John Wick, de acordo com Bakaba. A personagem Julianna tem uma gama semelhante de habilidades, muitas delas mais próximas das habilidades de Prey, como ser capaz de imitar qualquer personagem no jogo, incluindo Colt, e assim interferir em atividades como afastar o jogador do real alvo com seu mimetismo ou se passando por uma duplicata de Colt na frente de um dos alvos para causar confusão dessa forma.
O cenário do jogo de Blackreef é baseado nas Ilhas Faroé e as Terras Altas da Escócia como visto em Skyfall, e inspirado pelos estilos da Swinging Sixties e a abordagem utilizada para descrever a época em The Man from U.N.C.L.E, de Guy Ritchie. Para evitar que o visual do jogo parecesse muito próximo ao de Dishonored, eles pegaram dicas do uso de cores em filmes como High Plains Drifter e Point Blank, usando cores e designs brilhantes para dar à ilha uma atmosfera de festa sem fim. Os outdoors do jogo que revelam segredos sobre a ilha foram tirados do filme They Live. Além de viagens no tempo e arquivos de loop temporal como no Dia da Marmota, Edge of Tomorrow e na trilogia Back to the Future, o jogo foi influenciado pela comédia francesa La Colle e pelo filme The Fourth Dimension. Filmes como The Running Man, The Warriors, The Wicker Man, Under the Volcano e Dark City foram usados para inspirar o enredo do jogo de um homem solitário trabalhando para resolver um mistério em um local isolado enquanto é caçado por outros. A aparência de Colt foi fortemente inspirada no personagem de Denzel Washington em The Book of Eli, enquanto suas motivações foram baseados no personagem Snake Plissken de Escape from New York junto com uma série de dispositivos inspirados na série James Bond. Os diálogos foram baseados nos filmes de Quentin Tarantino, em particular nas interações entre Colt e Julianna.
Deathloop usa a Void Engine da Arkane, anteriormente usado em Dishonored 2, baseado no motor id Tech.

## Lançamento
Deathloop foi revelado na E3 2019. Foi ainda apresentado durante o evento de revelação de jogos do PlayStation 5, da Sony, em junho de 2020, confirmando que o jogo seria lançado como um exclusivo de console temporário para o PlayStation 5 no final de 2020, juntamente com um lançamento para Microsoft Windows. Em agosto de 2020, foi anunciado que o jogo seria adiado até o segundo trimestre de 2021, pois o desenvolvimento foi impactado pela resposta governamental à pandemia de COVID-19. A empresa mais tarde anunciou que planejava lançar Deathloop em 21 de maio de 2021. Cerca de um mês antes do lançamento planejado para maio, a Arkane adiou o lançamento até 14 de setembro de 2021, declarando que usaria "este tempo extra para cumprir nosso objetivo: criar uma experiência de jogador divertida, elegante e alucinante."
Em 21 de setembro de 2020, a empresa-mãe da Bethesda Softworks, ZeniMax Media e Microsoft anunciaram a intenção da Microsoft de comprar a ZeniMax e seus estúdios, incluindo a Arkane, por 7,5 bilhões de dólares, incorporando os estúdios como parte da Xbox Game Studios, com a venda finalizada em 9 de março de 2021. O chefe da Xbox Game Studios, Phil Spencer, disse que este acordo não afetaria o lançamento exclusivo de console de Deathloop no PlayStation 5, e que o jogo permaneceria exclusivo nele por um ano antes de chegar em outros consoles.

## Recepção
Deathloop recebeu "críticas geralmente favoráveis" de acordo com o agregador de resenhas Metacritic.